# Карнс (округ)
Округ Карнс (англ. Karnes County) — округ штата Техас Соединённых Штатов Америки. На 2000 год в нём проживало 15 446 человек. По оценке бюро переписи населения США в 2009 году население округа составляло 15 029 человек. Окружным центром является город Карнс-Сити, крупнейший город — Кенеди.

## История
Округ Карнс был сформирован в 1854 году. Он был назван в честь Генри Карнса, солдата техасской революционной войны.

## География
По данным бюро переписи населения США площадь округа Карнс составляет 1952 км², из которых 1943 км² — суша, а 8 км² — водная поверхность (0,43 %).

### Основные шоссе
- Шоссе 183
- Автомагистраль 72
- Автомагистраль 80
- Автомагистраль 123
- Автомагистраль 239

### Соседние округа
- Гонзалес (северо-восток)
- Де-Уитт (восток)
- Голиад (юго-восток)
- Би (юг)
- Лайв-Ок (юго-запад)
- Атаскоса (запад)
- Уилсон (северо-запад)